# Pandora (mitologija)
Pandora (grč. Πανδώρα, Pandốra) u grčkoj mitologiji prva je žena, koju je Zeus za kaznu Prometeju koji je ukrao vatru, dao ljudima, zajedno s kutijom svih zala. Pandora je iz radoznalosti otvorila kutiju i time oslobodila sve zlo. Pandora je ujedno i Epimetejeva žena, a zajedno su imali kćer Piru.

## Etimologija
Pandorino grčko ime znači "svime obdarena", a složenica je dviju riječi - pan = "sve" i doron = "dar". Pučki je prevedeno kao "svime obdarena", ona je Zemlja, svima daje darove, pri čemu se može pretpostaviti pretheziodski mit koji je poslije mijenjan.
Sintagma i metafora Pandorina kutija krivo je prevedena. Naime, grčka riječ πίθος, píthos znači "posuda", "ćup", a vjerojatno je Erazmo Roterdamski u svome prijevodu Hezioda zamijenio riječju pyxis koja je značila "kutija". Mitografi West i Panofskys smatraju da je Erazmo pomiješao mit s nekim drugim, primjerice s motivom kutije u mitu o Psihi.

## Mitologija

### Stvaranje Pandore
Titan Epimetej dao je svim životinjama dobre osobine. No, kad je na red došao čovjek, više nije bilo nijedne osobine. Prometej je osjećao da je čovjek superiorniji nad životinjama i da treba imati neki dar koji nije imala nijedna životinja. Tako je od Zeusa ukrao vatru i dao je ljudima.
Zeus je bio bijesan i odlučio je kazniti i Prometeja i njegovu kreaciju - čovječanstvo. Zeus ga je okovao u neprobojne okove i poslao orla na nj da mu svaki dan kljuca jetru (orao je bio Zeusova sveta životinja). Prometej je bio besmrtan te je jetra svakoga dana iznova bila obnovljena, ali i dalje je patio, sve dok ga nije oslobodio Heraklo dok je izvršavao svoje zadatke. Također je znao koja će Zeusova žena nositi dijete koje će ga svrgnuti, kao što je i on svrgnuo svoga oca Krona. Moguće je da ga je Zeus htio natjerati da kaže, a Prometej je odbio, stoga ga je Zeus okovao.
Da bi kaznio ljude, Zeus je naredio ostalim bogovima da načine ženu kao dar ljudima. Hefest ju je načinio od gline i dao joj oblik. Atena ju je odjenula, a Harite su je okitile ogrlicama koje je načinio Hefest. Afrodita joj je podala ljepotu, a Apolon glazbeni talent i dar iscjeljivanja. Demetra ju je naučila obrađivati vrt, Posejdon joj je dao bisernu ogrlicu i mogućnost da se nikad ne utopi, a Hermes joj je podao lukavost, hrabrost i šarm. I na kraju, Zeus ju je učinio lijenom, nemirnom i budalastom, a Hera ju je učinila znatiželjnom. Najvažniji od svih darova bila je posuda, ćup – grč. πίθος, pithos – koju joj je podao ili Hermes ili Zeus. Otud i etimologija njezina imena, zbog svih primljenih darova.

### Pandorina kutija
Prometej je svome bratu Epimeteju rekao da ne prima nikakve darove od bogova. Epimetej ga nije poslušao te, kad su bogovi poslali Pandoru na zemlju, zaljubio se u nju. Hermes mu je rekao da je ona Zeusov dar i upozorio ga je da ne dira Pandorinu posudu koja je bila njezin miraz. Epimetej je rekao Pandori da ne otvara tu posudu.
No, Pandorina je znatiželja prevladala te ju je otvorila. Sva su zla izašla na dotada bezbrižno čovječanstvo koje je živjelo u blagostanju – kuga, tuga, siromaštvo, zločin, očaj, pohlepa, starost, bolest, ludost, prkos, glad, prijevara itd. Odmah ju je brzo zatvorila, a unutra je ostala samo – nada. Svijet je bio vrlo hladan i turoban, a onda je Pandora opet otvorila kutiju te je nada izletjela van. Tako je čovječanstvo i u zlim vremenima dobilo i imalo nadu.
Druga inačica mita govori da je nada bila zapravo najgore od svih zala jer je bila jednaka strašnome predznanju. Pandora je tako, zatvorivši kutiju prije nego što je nada izašla van, spasila svijet od najgore štete. Naime, grčka riječ Ελπις = "nada" mogla bi se bolje prevesti kao "očekivanje zla", odnosno "predviđanje nesreće".

## Vanjske poveznice
- Prometej i Pandora  Arhivirana inačica izvorne stranice od 10. studenoga 2006. (Wayback Machine) (engl.)
- Pandora u grčkoj mitologiji (engl.)